# Норковка
Норковка — деревня в городском округе город Выкса Нижегородской области России, входящая в административно-территориальное образование рабочий посёлок Виля. Население — 28 (2010) чел.

## История
Основана в 20-х годах XX века переселенцами из села Дмитриевы Горы.

## Общая физико-географическая характеристика
Географическое положение
По автомобильным дорогам расстояние до областного центра — города Нижнего Новгорода — составляет 220 км, до окружного центра — города Выксы — 31 км. Абсолютная высота — 134 метра над уровнем моря.
Часовой пояс
Норковка, как и вся Нижегородская область, находится в часовой зоне МСК (московское время). Смещение применяемого времени относительно UTC составляет +3:00.

## Население
| 1999 | 2002 | 2010 |
| ---- | ---- | ---- |
| 36   | →36  | ↘28  |

Национальный состав
Согласно результатам переписи 2002 года, в национальной структуре населения русские составляли 97 % из 36 человек.